# San Esteban (Ilocos Sur)
San Esteban is een gemeente in de Filipijnse provincie Ilocos Sur op het eiland Luzon. Bij de laatste census in 2010 telde de gemeente ruim 8 duizend inwoners.

## Geografie

### Bestuurlijke indeling
San Esteban is onderverdeeld in de volgende 10 barangays:
| - Ansad - Apatot - Bateria - Cabaroan - Cappa-Cappa - Poblacion - San Nicolas - San Pablo - San Rafael - Villa Quirino |

## Demografie
San Esteban had bij de census van 2010 een inwoneraantal van 8.072 mensen. Dit waren 293 mensen (3,8%) meer dan bij de vorige census van 2007. Ten opzichte van de census van 2000 was het aantal inwoners gegroeid met 898 mensen (12,5%). De gemiddelde jaarlijkse groei in die periode kwam daarmee uit op 1,19%, hetgeen lager was dan het landelijk jaarlijks gemiddelde over deze periode (1,90%).

De bevolkingsdichtheid van San Esteban was ten tijde van de laatste census, met 8.072 inwoners op 19,62 km², 411,4 mensen per km².